# Telecontrol
El  telecontrol  o telemando consiste en el envío de indicaciones a distancia mediante un enlace de transmisión (por ejemplo, a través de cables, radio, dirección IP..), utilizando órdenes enviadas para controlar un sistema o sistemas remotos que no están directamente conectados al lugar desde donde se envía el telecontrol. La palabra viene de dos raíces  tele  = distancia (griego), y  control  = controlar. Los sistemas que necesitan medición remota y reporte de información de interés para el diseñador del sistema o el operador deben usar la contrapartida del telecontrol, la telemetría. El telecontrol se puede llevar a cabo en tiempo real o no dependiendo de las circunstancias, como era el caso del Marsokhod.

## Ejemplos
- Guiado a distancia de armas o misiles
- El control de un satélite desde una estación terrestre
- El control de los telescopios de La Sagra desde el OAM.[3]
- Hacer volar un avión controlado por radio
- Control desde el sofá de: un televisor, el aire acondicionado, las luces, las ventanas, etc ...

## Transmisión y recepción de órdenes
- Emisión: Para que un telecontrol (TC) sea eficaz, debe ser empaquetado en un formato preestablecido (que puede seguir una estructura estándar), y se modula sobre una onda portadora que luego se transmite con la potencia adecuada para el sistema remoto.
- Recepción: El sistema de control remoto debe decodificar la señal digital de la portadora, entonces decodificar el telecontrol (TC), y ejecutarlo. La transmisión de la onda portadora puede ser por ultrasonidos, por medios electromagnéticos por infrarrojos por cable o por cualquier otro medio.

## Nuevas aplicaciones de telecontrol
A menudo, algunos de los nuevos pequeños aviones y helicópteros con control remoto están incorrectamente anunciados como dispositivos de radio control (ver emisora de control remoto), ya que en realidad están controlados mediante transmisión infrarroja o guiado electromagnético. Pero en cambio sí se pueden incluir ambos sistemas dentro del apartado de telecontrol, así como se pueden incluir también los que funcionan vía cable o mediante una IP de una red privada (ver Parrot AR.Drone) o incluso de Internet.

## Cifrado
Para evitar el acceso no autorizado al sistema remoto, se puede emplear algún tipo de cifrado o un secreto de clave compartida.